# 埃奧島
8°00′S 140°42′W / 8°S 140.7°W

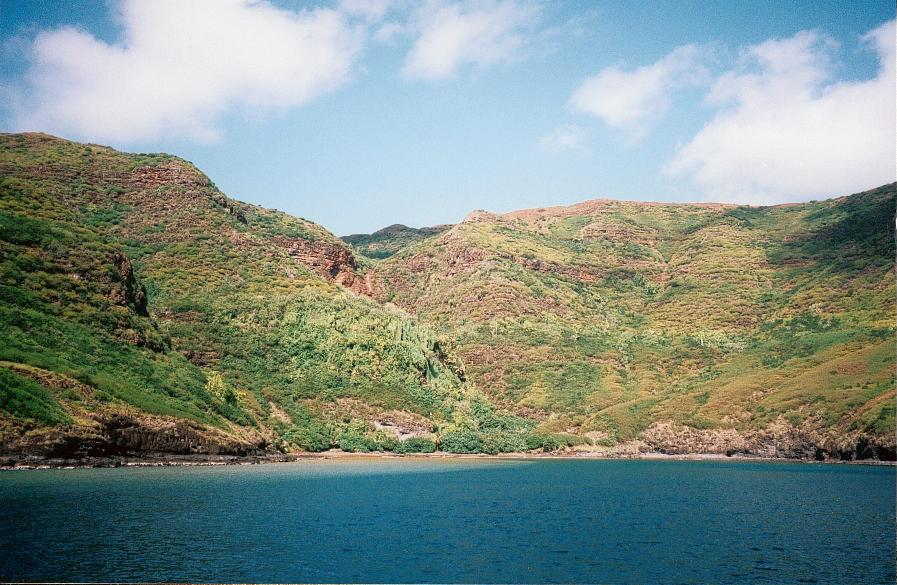

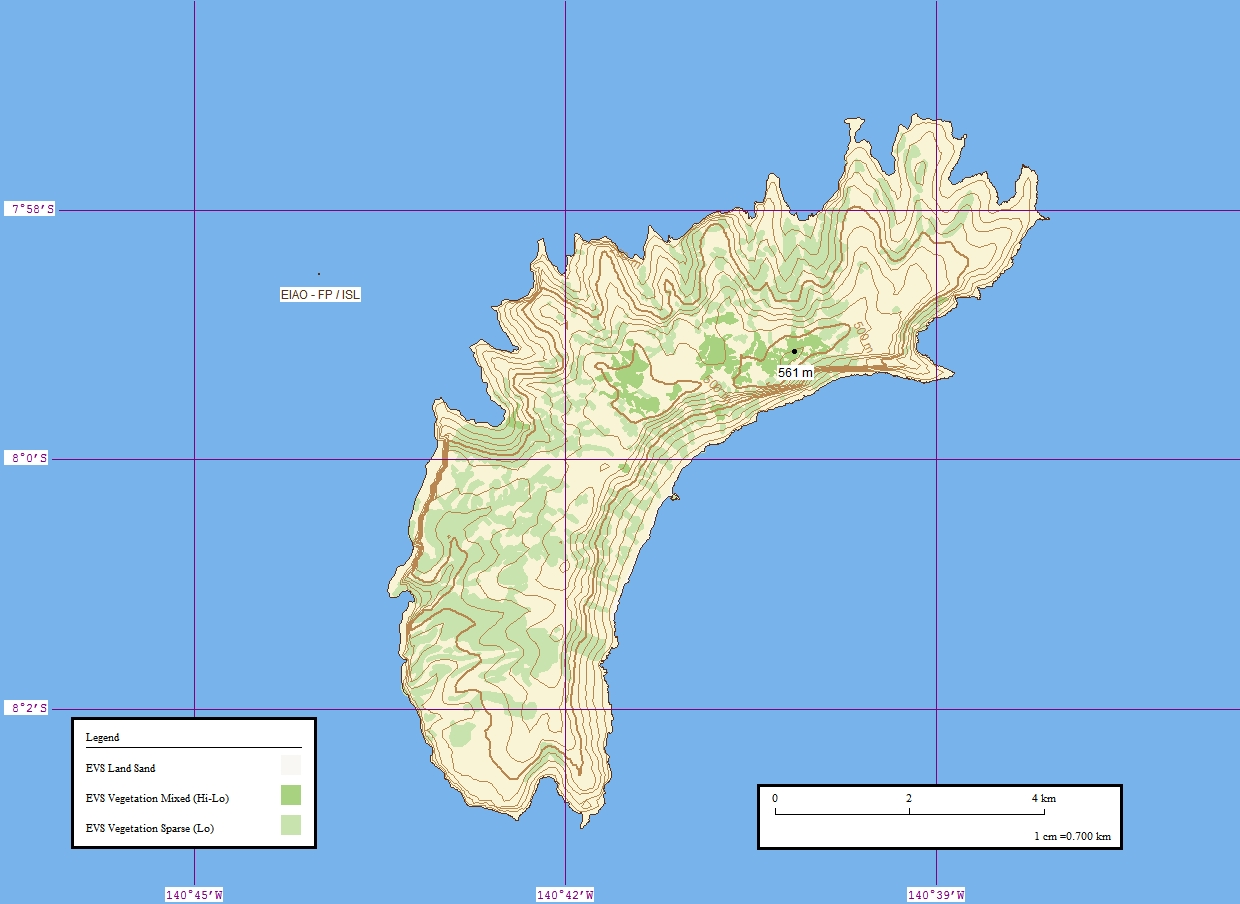

埃奧島（Eiao）是法屬波利尼西亞的島嶼，屬於馬克薩斯群島的一部分，位於太平洋海域，由努库希瓦市镇管辖，長13公里、寬3.5公里，面積43.8平方公里，最高點海拔高度576米，島上無人居住。